# Bezedek
Bezedek is een plaats (község) en gemeente in het Hongaarse comitaat Baranya. Bezedek telt 287 inwoners (2001).